# Boston-Marathon 1988
Der Boston-Marathon 1988 war die 92. Ausgabe der jährlich stattfindenden Laufveranstaltung in Boston, Vereinigte Staaten. Der Marathon fand am 18. April 1988 statt.
Bei den Männern gewann Ibrahim Hussein in 2:08:43 h und bei den Frauen Rosa Mota in 2:24:30 h.

## Ergebnisse

### Männer
| Platz | Athlet             | Land                   | Zeit (h) |
| ----- | ------------------ | ---------------------- | -------- |
| 01    | Ibrahim Hussein    | Kenia                  | 2:08:43  |
| 02    | Juma Ikangaa       | Tansania               | 2:08:44  |
| 03    | John Treacy        | Irland                 | 2:09:15  |
| 04    | Gelindo Bordin     | Italien                | 2:09:27  |
| 05    | Gianni Poli        | Italien                | 2:09:33  |
| 06    | John Campbell      | Neuseeland             | 2:11:08  |
| 07    | Orlando Pizzolato  | Italien                | 2:12:32  |
| 08    | John Makanya       | Tansania               | 2:14:04  |
| 09    | Steve Jones        | Vereinigtes Königreich | 2:14:07  |
| 10    | Tomoyuki Taniguchi | Japan                  | 2:14:18  |

### Frauen
| Platz | Athletin           | Land                   | Zeit (h) |
| ----- | ------------------ | ---------------------- | -------- |
| 01    | Rosa Mota          | Portugal               | 2:24:30  |
| 02    | Tuija Jousimaa     | Finnland               | 2:29:26  |
| 03    | Odette Lapierre    | Kanada                 | 2:30:35  |
| 04    | Priscilla Welch    | Vereinigtes Königreich | 2:30:48  |
| 05    | Lizanne Bussières  | Kanada                 | 2:30:56  |
| 06    | Ellen Rochefort    | Kanada                 | 2:31:36  |
| 07    | Sinikka Keskitalo  | Finnland               | 2:34:12  |
| 08    | Sirkku Kumpulainen | Finnland               | 2:35:24  |
| 09    | Susan Stone        | Kanada                 | 2:38:48  |
| 10    | Gillian Beschloss  | Vereinigtes Königreich | 2:40:08  |